# Belle et Sébastien
Belle y Sebastián (en francés: Belle et Sébastien) es el título de una película francesa de 2013 dirigida por Nicolas Vanier. Está basada en la novela Belle et Sébastien de Cécile Aubry.

## Sinopsis
Durante la Ocupación alemana de Francia se forja la amistad de Sebastián, un niño solitario de ocho años, y su perro Belle. En torno a este vínculo gira la historia del resto de los personajes. Sebastián vive con su abuelo y con su prima en un tranquilo pueblo situado en los Alpes franceses, cerca de la frontera con Italia. Sin embargo, la llegada de los soldados alemanes altera por completo la apacible vida de los habitantes de esta localidad.

## Reparto
- Félix Bossuet como Sébastien.
- Tchéky Karyo como César.
- Margaux Châtelier como Angélina.
- Dimitri Storoge como el doctor Guillaume.
- Andreas Pietschmann como el teniente Peter Braun.
- Urbain Cancelier como el mayor.
- Mehdi El Glaoui como André.
- Andrée Damant como Célestine.
- Paloma Palma como Esther.
- Karine Adrover como la madre de Esther.
- Loïc Varraut como el padre de Esther.
- Jan Oliver Schroeder como el soldado Hans.
- Tom Sommerlatte como el soldado Erich.
- Pasquale D'Inca
- Eric Soubelet como Fabien.